# La Lima (Sondorillo)
La Lima es un caserío peruano ubicado en el distrito de Sondorillo, perteneciente a la provincia de Huancabamba del departamento de Piura, al norte del Perú. 

## Ubicación
La Lima se ubica al centro de la provincia de Huancabamba, en el distrito de Sondorillo, en el departamento de Piura.

## Demografía
En 2017 La Lima tenía una población de 236 habitantes.
| Gráfica de evolución demográfica de La Lima entre 1993 y 2017 |
|                                                               |
| Fuentes: Población 1993 y 2017                                |